# Castelseprio
Castelseprio (Sìbrion ou Sever en langue lombarde) est une commune italienne de la province de Varèse dans la région Lombardie en Italie.

## Toponyme
Référencé comme Castrum Seprium et Seuria ou Seurio. 
La zone est identifiée par l'ancien Sibrium, d'origine lombarde dérivé du celte Segobrigum (composé de sego: fort et brigum: roche) qui devint plus tard Se(g)ebrium et Sebrio.

## Géographie

### Communes limitrophes
|         | Gornate-Olona |                |
| Carnago | Castelseprio  | Lonate Ceppino |
|         | Cairate       |                |

## Culture
- Église Santa Maria foris portas

## Administration
| Période                                  | Période  | Identité       | Étiquette | Qualité |
| ---------------------------------------- | -------- | -------------- | --------- | ------- |
| 8/6/2009                                 | En cours | Monica Baruzzo |           | avocate |
| Les données manquantes sont à compléter. |          |                |           |         |

### Hameaux
Castelseprio Scavi, Torba, C.na Moriggi, Molino Zucchetto, C.na Monastero, San Giovanni, C.na Ronche

## Personnalités liées à Castelseprio
- Bernardino de Conti
- Maestro di Castelseprio
- Lodrisio Visconti